# Amphioctopus membranaceus
Amphioctopus membranaceus is een inktvissensoort uit de familie van de Octopodidae. De wetenschappelijke naam van de soort werd  voor het eerst geldig gepubliceerd in 1832 door Quoy en Gaimard als Octopus membranaceus.